# Sankt Ulrich am Pillersee
Pour les articles homonymes, voir Sankt Ulrich.
Sankt Ulrich am Pillersee est une commune autrichienne du district de Kitzbühel dans le Tyrol.